# Riccardo Sottil
Riccardo Sottil (Bergamo, 3 juni 1999) is een Italiaans voetballer die doorgaans als vleugelspeler speelt. Hij stroomde in 2018 door vanuit de jeugd van  Fiorentina. Sottil is een zoon van voetbalcoach en voormalig betaald voetballer Andrea Sottil.

## Clubcarrière
Sottil speelde in de jeugd bij Genoa, Torino en Fiorentina, drie clubs waar zijn vader ook voor speelde. Hij debuteerde op 19 september 2018 voor laatstgenoemde club in de Serie A. De tegenstander die dag was Sampdoria. Nadat hij dat seizoen twee keer in actie kwam, verhuurde Fiorentina Sottil in januari 2019 voor zes maanden aan Pescara. Hiervoor speelde hij twaalf wedstrijden in de Serie B. Hij maakte daarbij zijn eerste doelpunt in het betaald voetbal, tegen Hellas Verona. Sottil mocht in 2019/20 achttien speelronden meedoen bij Fiorentina. Daarin was hij vrijwel altijd invaller. Hij bracht daarna seizoen 2020/21 op huurbasis door bij Cagliari, in de Serie A. Hier speelde hij meer en ook vaker vanaf de aftrap. Na zijn terugkeer in Florence ging Sottil ook bij Fiorentina vaker spelen. Hij miste vanaf september 2022 alleen bijna zeven maanden van seizoen 2022/23 vanwege rugklachten. Hij mocht dat jaar wel voor het eerst aantreden in een Europees toernooi, in de Conference League. Daarbij scoorde hij in de kwartfinale tegen Lech Poznań.

## Interlandcarrière
Sottil speelde in alle Italiaanse nationale jeugdselecties vanaf Italië –18. Hij nam met Italië –21 deel aan het EK –21 van 2021. Vanwege een knieblessure kon hij hierop alleen een keer invallen in de kwartfinale, waarin de Italianen werden uitgeschakeld.